# Thomas Keneally
Thomas Michael Keneally (n. 7 octombrie 1935) sau Tom Keneally, este un romancier australian. Este cunoscut pentru cartea sa Schindler's Ark ce a câștigat Booker Prize în 1982 și după care s-a făcut filmul Lista lui Schindler de Steven Spielberg.